# Bibliothèque de philosophie scientifique
Die Bibliothèque de philosophie scientifique ist eine wissenschaftliche Buchreihe aus Frankreich.
Die Reihe erschien in den Jahren 1902 bis 1961 beim Verlag Editions Flammarion, zuerst unter der Leitung von Gustave Le Bon (222 Bücher), nach dessen Tod unter der Leitung von Fernand Braudel (145 Bücher).